# 路易斯安那州議會大廈
路易斯安那州議會大廈（Louisiana State Capitol）是美国路易斯安那州議會的開會地點和路易斯安那州州長辦公地點，位於巴頓魯治。路易斯安那州議會大廈高約137米，有34層，是美國所有州議會大廈中最高的。路易斯安那州議會大廈是巴頓魯治市內最高的建築。
議會大廈佔地27英畝（110,000平方公尺）的區域，其中包括議會大廈花園。由於前州長和美國參議員在建造議會大廈的影響，路易斯安那州議會大廈通常被認為是“休伊朗的紀念碑” 。議會大廈於 1931 年竣工。它於1978年被列入國家史蹟名錄，1982年被指定為國家歷史地標。

## 外部連結
- The Louisiana State Capitol Building
- National Register of Historic Places information （页面存档备份，存于）
- History of the building （页面存档备份，存于）, from the Louisiana State Legislature